# Bateria do Carmo
A Bateria do Carmo foi uma bateria que se localizava à beira-rio, na cidade de Belém, no estado do Pará, no Brasil.

## História
Pouco conhecida em termos de historiografia em história das fortificações brasileiras, esta bateria foi erguida por iniciativa do governador e capitão-general Francisco Maurício de Sousa Coutinho que foi governador da capitania do Grão-Pará, de 1790 a 1803, por temor de represálias francesas à atuação de Portugal ao lado da Grã-Bretanha no contexto de guerra na Europa. (OLIVEIRA, 1968:748)
Situava-se "no lado da frente do Convento do Carmo", ou seja, entre Forte do Castelo de Belém e o Arsenal. Teve existência efêmera, já se encontrando desaparecida nos primeiros anos do século XIX. (OLIVEIRA, 1968:748)